# Katalin Üveges
Katalin Üveges (* 3. Juni 1989 in Orosháza) ist eine ungarische Fußball- und Futsalspielerin.

## Karriere
Üveges startete ihre Karriere 2003 mit dem Szentes SE. Im Anschluss folgten jeweils ein halbes Jahr beim SE Gádoros Algyői SK, bevor sie im Sommer 2004 zu Szegedi Amazonok ging. Dort blieb sie abermals nur ein Jahr und heuerte bereits im Mai 2005 beim Kiskunfélegyházi HTK an. Im August 2006 verließ sie den KHTK und ging zum FC Fortuna Szuse. Üveges lief viereinhalb Jahre für Fortuna Szuse auf, bevor sie im Frühjahr 2011 zum Taksony SE wechselte. Sie spielte in 5 Monaten in 8 Spielen und erzielte 2 Tore, bevor Üveges sich dem Astra Hungary FC anschloss. Am 21. Januar 2014 verließ sie erstmals Ungarn und wechselte nach Österreich zum SG SK Sturm Graz/FC Stattegg. Im Sommer 2014 kehrte sie nach Ungarn zurück und setzte ihre Karriere im Futsal fort.

## Futsalkarriere
Üveges spielte in ihrer Zeit in Ungarn, neben dem Fußball aktiv Futsal. So lief sie für den AL-KO Szentesi TE, Alba Vesta SE, den Univerzum Sport Club, ETO Futsal Club und dem Szombathelyi Egyetem SE in der Női futsal NB I auf.

## Sonstiges
Üveges spielte 2013 den Homeless World Cup am Lake Malta in Poznań und wurde beim Turnier zur besten Spielerin gekürt.